# Ruine Helfenstein (Festihubel)
Die Ruine Helfenstein ist eine abgegangene mittelalterliche Höhenburg aus dem 13. Jahrhundert und steht über der Sense in der Schweizer Gemeinde Schwarzenburg im Kanton Bern.

## Lage und Beschreibung

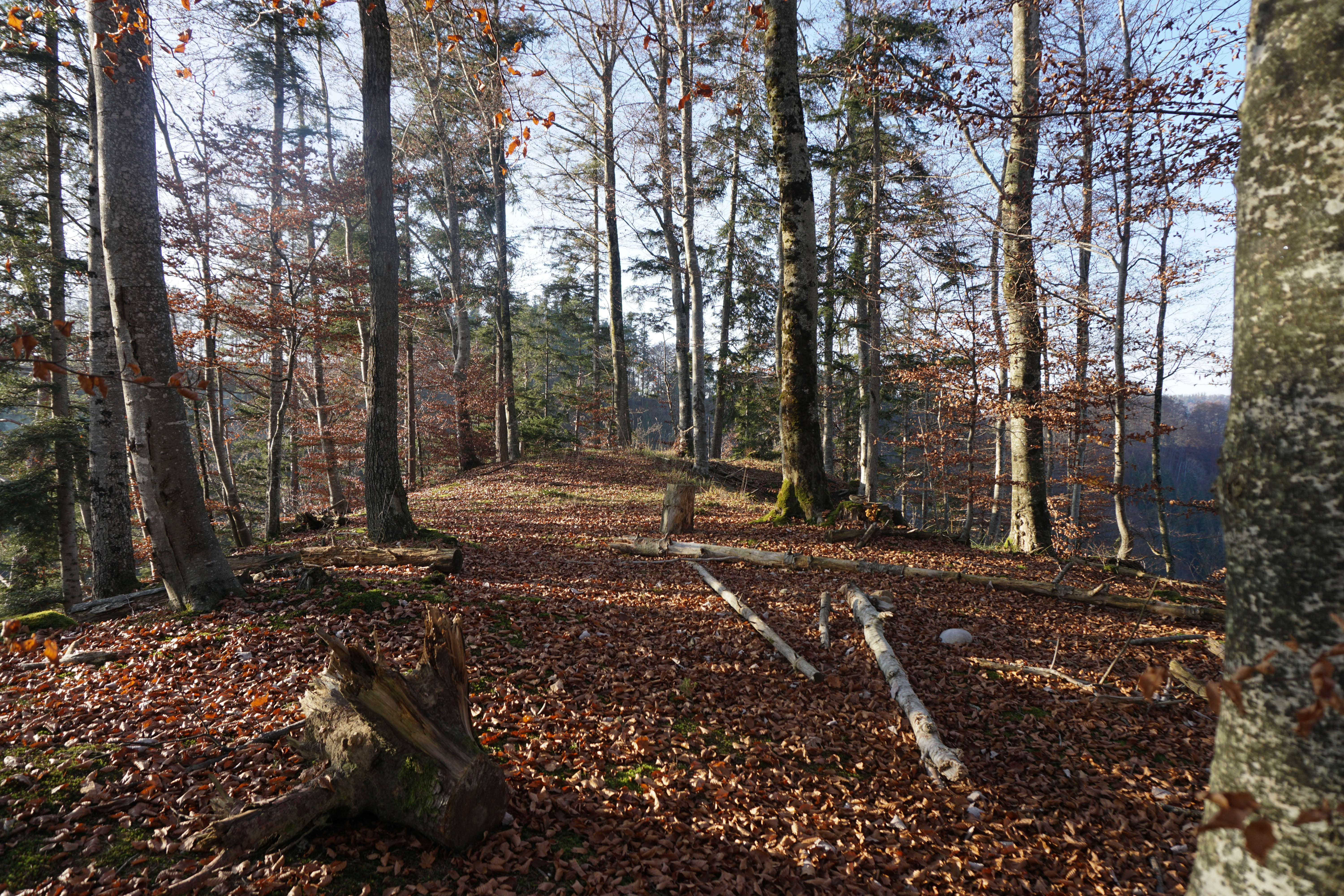
Ruine Helfenstein, Burgstelle

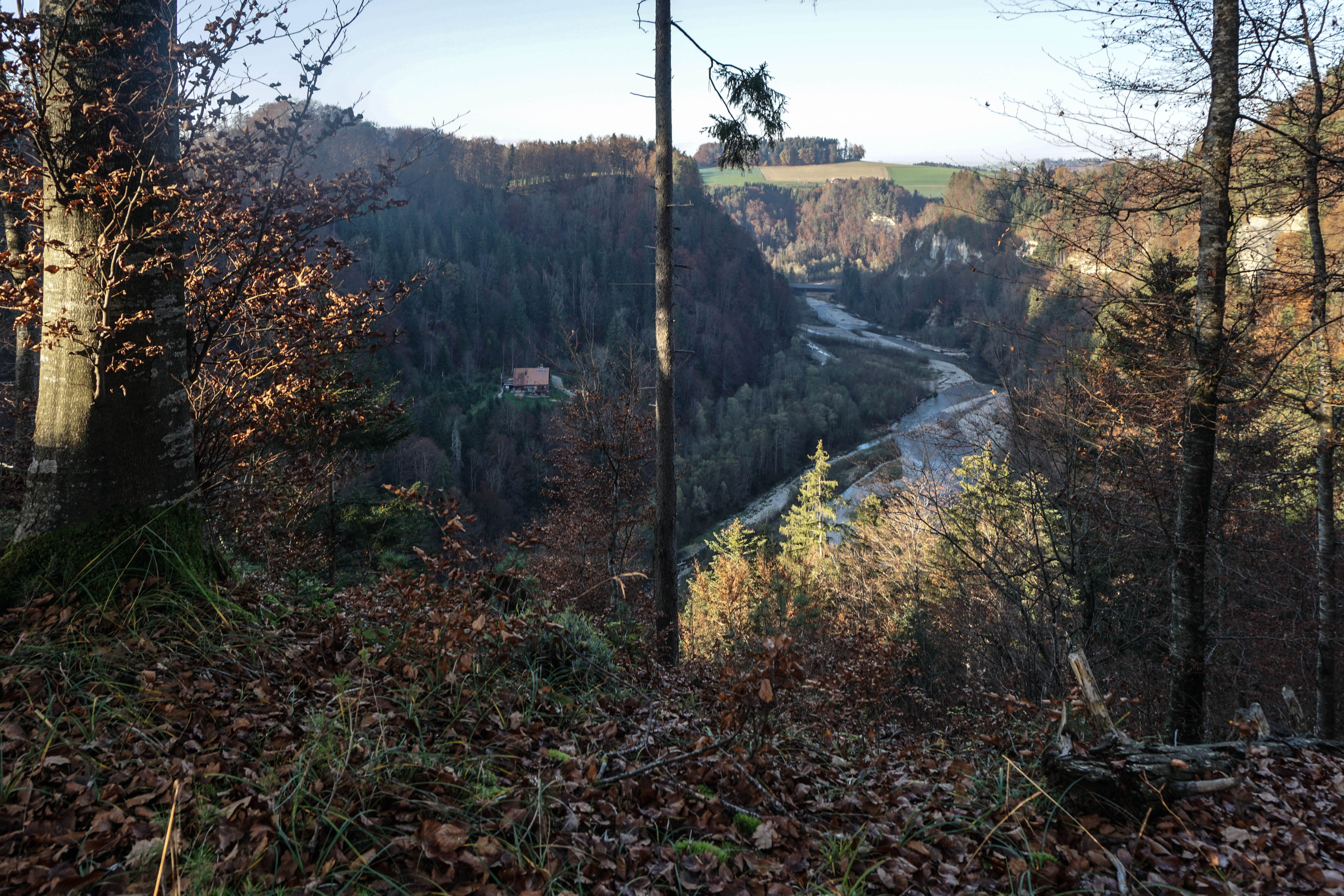
Senseschlucht, nördlich von Ruine Helfenstein

Die Ruine Helfenstein liegt 1,5 km westlich von Schwarzenburg, an der Strasse nach Heitenried auf einem Felssporn über der Sense. Zwischen zwei Hügeln besteht noch der Burggraben und der vorspringende Burghügel ist deutlich abgeflacht. Von der ehemaligen Spornburg sind keine Mauerreste sichtbar. Die Schlucht der Sense kann von da nach beiden Seiten gut überblickt werden.

## Geschichte
Die Ruine Helfenstein zeigt die letzten sichtbaren Spuren der Burg, die vermutlich die Stammburg des im 13. und 14. Jahrhundert bezeugten Adelsgeschlechts von Helfenstein war. Die genaue Herkunft des Namens kann nur vermutet werden. Als die Staufer um 1230 die benachbarte Grasburg zur Überwachung des Grenzflusses bezogen, hatten sie in ihrem Gefolge möglicherweise dienstbare Ritter aus dem süddeutschen Geschlecht der Helfensteiner, deren Stammburg bei Geislingen an der Steige liegt. Die Häufung der Burgen in der Umgebung die aufgrund ihres Namens ebenfalls auf Geschlechter aus dem schwäbischen Gebiet hindeuten, lässt dies vermuten. Die dienstbaren Ritter hätten somit Herrschaften zu Burglehen erhalten und eigene Burgen gebaut. Erstmals wurde hier 1239 ein Ritter Otto von Helfenstein erwähnt. Die Burg Helfenstein soll jedoch schon 1270 verlassen gewesen sein. Verschiedene Mitglieder der Familie erscheinen anderen Orts in Dokumenten. Ein Wilhelm ist 1270 als Bürger von Freiburg belegt. Teile der Familie waren Bürger von Bern, wo ein Peter 1306 als Bürger und 1329 als Ratsherr vermerkt ist. In seiner «Heimathkunde für das Amt Schwarzenburg» von 1869 beschreibt J. J. Jenzer die Burg Helfenstein und zählt ihre Herren auf: (urkundlich 1239 Otto miles de Helfenstein, 1256 Otto de Helfenstein miles, 1270 Cuno de Helfenstein domicellus (miles = Soldat, domicellus = Junker). Und dann 1776 Collis sive burgstallum de Helfenstein jam desertum, das heisst der Hügel oder der Burgstall von Helfenstein ist schon zerstört.) Er erwähnt auch das Wappen mit einem bewaffneten Elefanten als das der Burg und die gleichnamige Burg Helfenstein bei Geislingen.
In Justingers Chronik wird von einem Strafzug der Berner gegen die Herrschaft Grasburg berichtet: «152. Wie die von bern swartzenburg und daz lant da umb wusten. In demselben jare do man zalte MCCCXLI (1341) jar, als die herschaft von grasburg gehört hat an daz rich und uf die zit aber  gehorte an die herschaft von safoy, und hattens die von grasburg heimlich wider die von bern und leiten den von friburg zu und verhangten den durch ir gebiete ze reisen und ze varen und die von berne ze schedigen, uber daz so die von bern wonden, si weren ir guten nachgeburen: also zugent die von friburg dur grasburg an den Lengenberg und erstachen da fünf-zechen man die gen bern horten. Daz verdros die von bern sere an die von grasburg, und zugen us mit der paner gen swarzenburg gen waleron und gen guggisperg, und verbranden daz alles ze grund und namen grossen roub und zugen uber den Lengenberg wider harheim.» Spätestens zu dieser Zeit war auch die Burg Helfenstein verloren.
In Dokumenten im Staatsarchiv wird am 2. Februar 1316 bezeugt, «dass Meister Peter von Helfenstein, Arzt in Colmar, alle seine bewegliche und unbewegliche Habe an das Deutschordenshaus Köniz abgetreten und von diesem zur Nutzniessung auf Lebenszeit zurück empfangen habe.» Am 2. April 1319 tritt ein Wilhelm von Helfenstein als Vogt von Waisenkindern auf, am 12. Oktober 1345 schenken Katharina, die Witwe des Edelknechts Otto von Helfenstein, und ihr Sohn Otto mit Kindern dem Deutschen Orden den Hof Egerdon und ein Gut «zum Dürstgraben» und am 13. Juli 1351 verkauft Katharina, die Tochter des Junkers Otto von Helfenstein Güter in Schliern.
In einem der von 1330 stammenden Chorfenster der Kirche von Köniz ist ein Stifterwappen von Helfenstein, das möglicherweise zum Gönner Peter von Helfenstein gehört. So wird es in der aktuellen Literatur vermerkt.

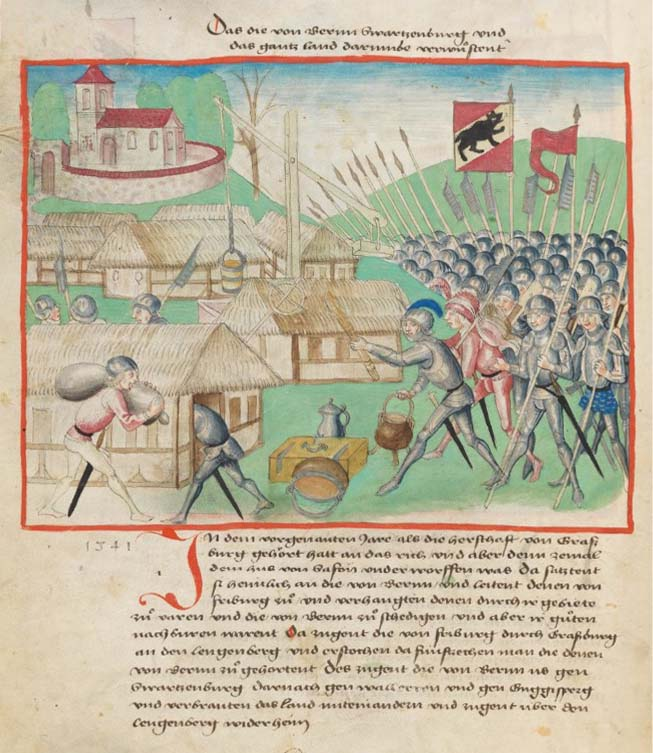
Berner Rachezug 1441 nach Schwarzenburg in Berner Chronik
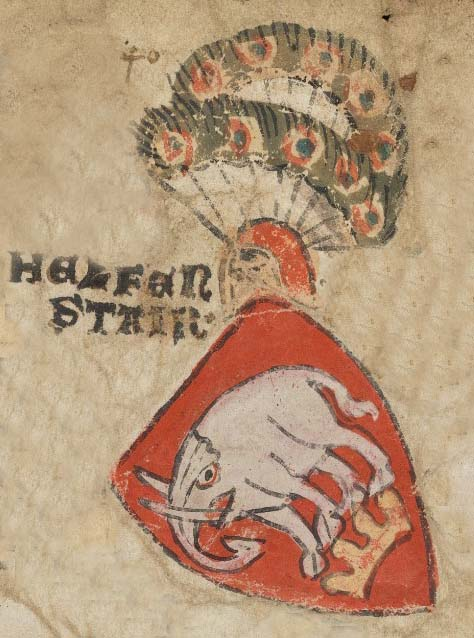
Helfenstein-Wappen auf der Zürcher Wappenrolle
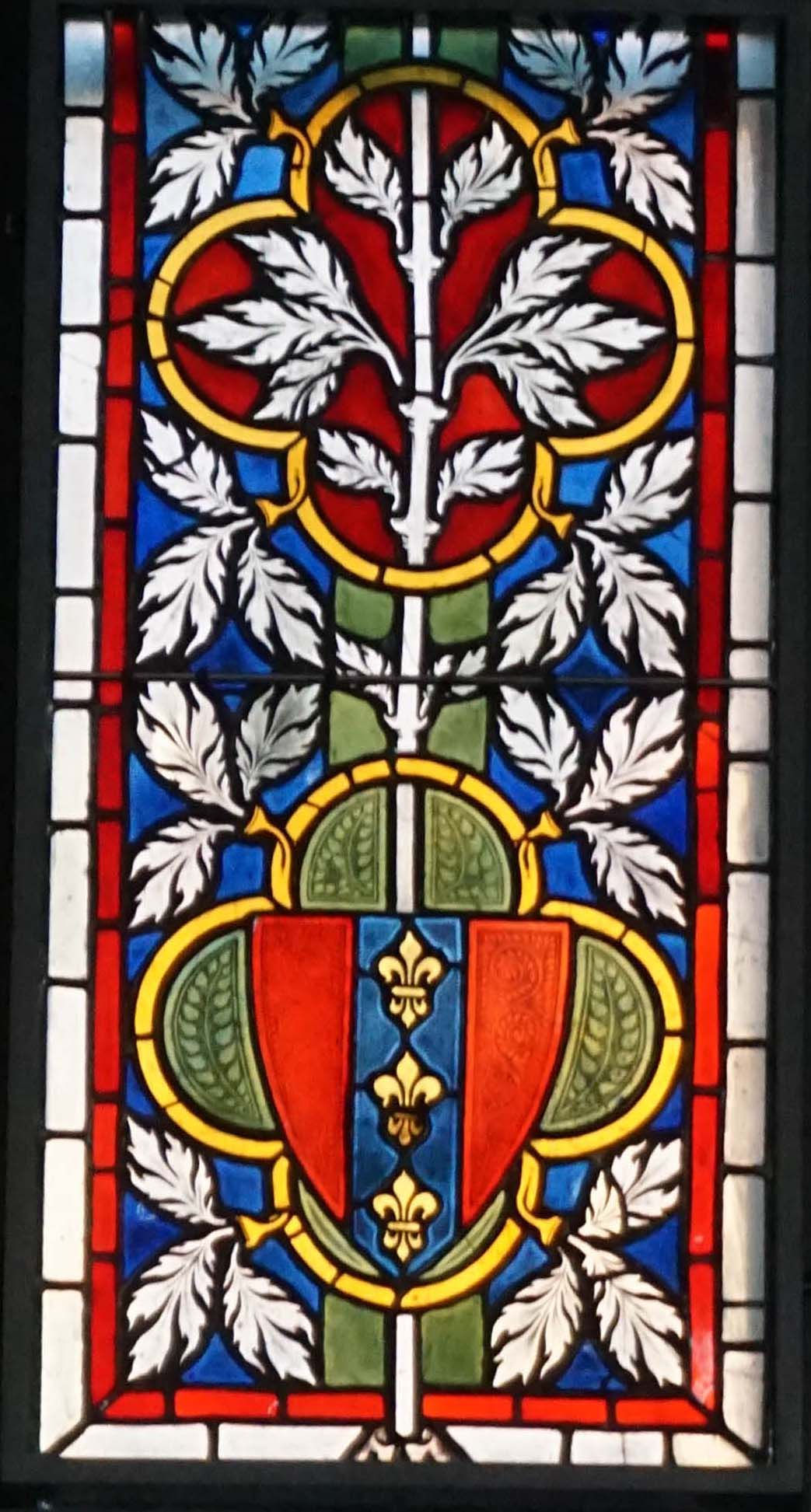
Das Helfenstein-Wappen in der Kirche Köniz